# 奧蘭治縣 (印第安納州)
奧蘭治縣（英語：Orange County）是美國印地安納州南部的一個縣。面積1,085平方公里。根據美國2000年人口普查，共有人口19,306人。縣治保利（Paoli）。
成立於1816年2月1日。縣名來自北卡羅萊納州同名的縣。